# Río Big Sandy (Wyoming)

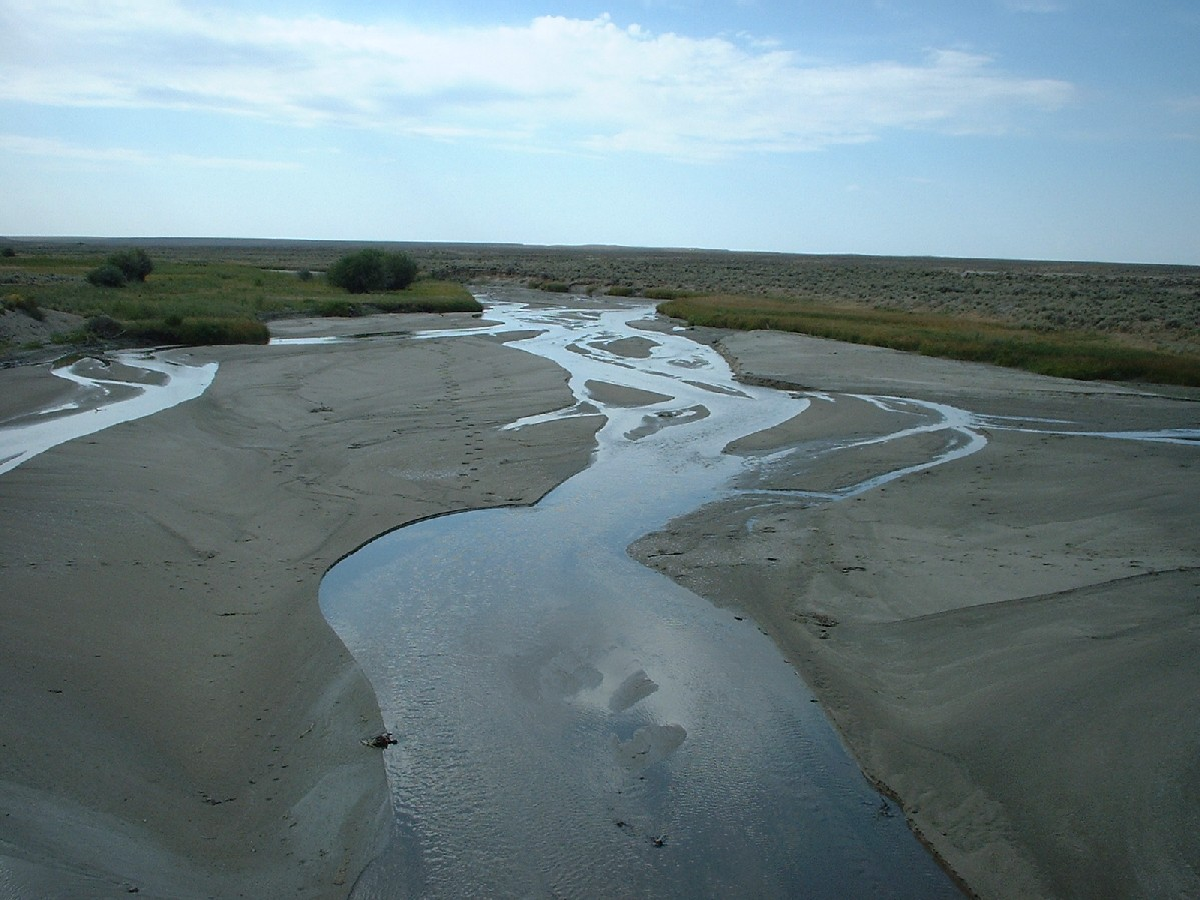
El río Big Sandy, durante la época de sequía (cerca de Farson, 5 de septiembre de 2002.

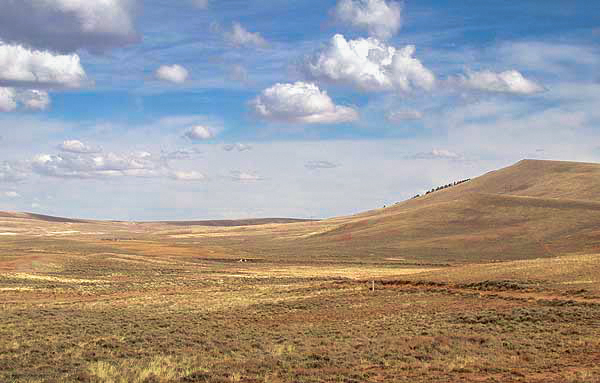
El paso de montaña del South Pass, que utilizaban las rutas al Oeste, y por el que accedían al valle del río Big Sandy desde el valle del río Sweetwater.

El río Big Sandy, a veces también arroyo Big Sandy (en inglés: Big Sandy River o Big Sandy Creek; que en español significa, «el gran río [o arroyo] arenoso») es un corto río del Medio Oeste de los Estados Unidos, uno de los principales afluentes del río Green, que discurre por la parte central de la vertiente occidental de las Montañas Rocosas. 
Administrativamente, el río discurre íntegramente por el estado de Wyoming.

## Geografía
El río Big Sandy nace en la parte central del estado de Wyoming, en el lado oeste del condado de Sublette. El río nace en el lago Big Sandy, en la vertiente occidental de la divisoria continental de las Américas, en el extremo meridional de la cordillera Wind River, en una de las laderas de la montaña homónima Big Sandy (Big Sandy Mountain), dentro de la zona protegida del «Área de Vida Silvestre Bridger» (Bridger Wilderness Area) y también dentro del «Bosque Nacional Bridger-Teton».
El río discurre en su primer tramo en dirección Suroeste, aunque en seguida se encamina hacia el Sur, en un curso con multitud de pequeños meandros muy encajonados. Llega luego a una zona en que está represado, formando el embalse Big Sandy. A mitad del embalse, entra por su lado septentrional en el condado de Sweetwater y aguas abajo, no lejos, alcanza casi la única localidad en su curso, Farson (242 hab. en 2000).
Al poco de pasar Farson recibe, por la izquierda y procedente del Este, las aguas del arroyo Little Sandy (al poco de que éste a su vez haya recibido al arroyo Pacific). Finalmente el río Big Sandy se encamina hacia el Suroeste, hasta desaguar en el río Green, por la margen izquierda.

## Historia
Desde la década de 1840 hasta 1869, cuando se finalizó el primer ferrocarril transcontinental de Estados Unidos, cientos de miles de emigrantes hicieron su camino hacia el Oeste atravesando las históricas rutas conjuntamente conocidas en Wyoming como ruta del Emigrante —ruta de Oregón, ruta de California y ruta Mormón—. Las rutas provenían del Este, desde el paso Sur (South Pass, un amplio paso a 2300 m de altitud), y tenían que descender la vertiente occidental de la cordillera de la divisoria contienetal hasta alcanzar el río Green, el más caudaloso y peligroso de los ríos que debían de franquear. 
Los pioneros, descendiendo siempre la vertiente occidental, seguían el arroyo Pacific, alcanzaban luego el arroyo Dry Sandy y continuaban por el arroyo Little Sandy, hasta cerca de Farson. Una vez vadeado el río, ya en valle del Big Sandy, seguían aguas abajo hasta llegar finalmente al río Green. El río Green era demasiado grande y profundo para ser vadeado, discurría rápido y traicionero, con crecidas en los meses de julio y agosto, y por esa razón, se construyeron varios ferries (transbordadores) para hacerlo (había cinco transbordadores en ese tramo del río).
Algunos pioneros remontaban luego el río Green hasta La Barge («la Gabarra») (431 hab.), donde cruzaban; otros, cuando el río Green estaba demasiado alto, descendían aguas abajo antes de cruzarlo y proseguir al Oeste hasta Fort Bridge, un puesto comercial situado a orillas del ramal Negro del río Green (Black Fork of the Green River). En Fort Bridge, la ruta Mormón seguía por Utah y se separaba de las otras dos rutas, la de Oregón y la de California, que seguín al norte por la actual Idaho.